# Réservoir de Saratov
Le réservoir de Saratov (en russe : Саратовское водохрани́лище, Saratovskoïe vodokhranilichtche) est un lac artificiel formé sur le cours inférieur de la Volga, en Russie, par le barrage de la centrale hydroélectrique de Saratov, située à Balakovo.

## Géographie
Le remplissage du réservoir commença en 1967. Son point le plus en amont se trouve à Togliatti. Il s'étend à travers les oblasts de Samara et de Saratov sur une longueur de 357 km, une largeur maximale de 25 km et couvre une superficie de 1 831 km2. Sa profondeur moyenne est de sept mètres et son volume 12,9 km3.
La ville de Samara se trouve sur les rives du réservoir, la ville de Saratov est en aval du barrage.